# カレン・クリシェ
カレン・クリシェ（Karen Cliche、1976年7月22日 - ）はカナダの女優。ケベック州セティル出身。

## 主な出演作

### テレビドラマ
- ミュータントX Mutant X (2003-2004)レクサ役
- フラッシュ・ゴードン Flash Gordon (2007-2008)

### 映画
- 『タイガー&ドラゴン 伝説降臨』（1999年）
- スティール Riders（2002）アレックス役
- 『トレジャーハンター ローマ帝国の財宝』（2006年）